# XVIe législature de la Troisième République portugaise
26 mars 2024 - 2 juin 2025
XVe législature XVIIe législature

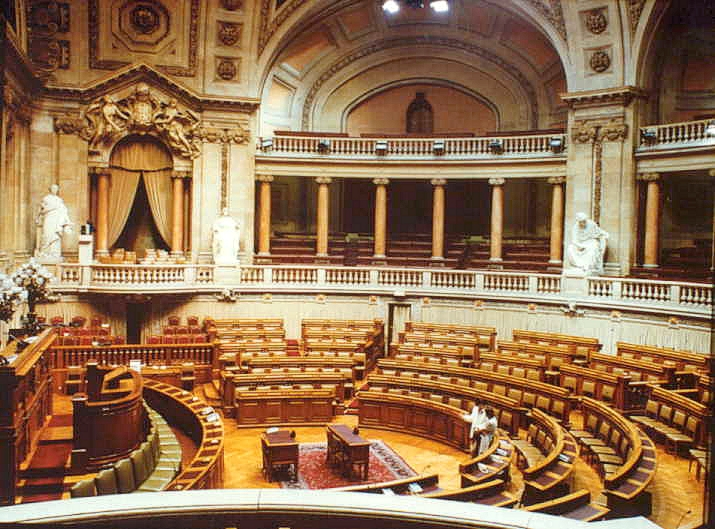
Hémicycle de l'Assemblée de la République portugaise.

La XVIe législature de la Troisième République portugaise (en portugais : XVI Legislatura da Terceira República Portuguesa) est un cycle parlementaire de l'Assemblée de la République portugaise s'étant ouvert à la suite des élections législatives anticipées du 10 mars 2024. Ses premiers travaux prennent place le 26 mars 2024, son président José Pedro Aguiar-Branco est élu le 27 mars.

## Composition de l'Assemblée de la République

### Groupes parlementaires
Les députés peuvent se constituer en groupe parlementaire. Un nombre de siège n'est pas nécessairement requis, cependant à partir de deux sièges le groupe se voit conférer de plus larges prérogatives au sein de l'Assemblée,. Les groupes en gras forment le gouvernement.
| Groupe parlementaire | Groupe parlementaire                                   | Groupe parlementaire | Membres  | Président                        |
| -------------------- | ------------------------------------------------------ | -------------------- | -------- | -------------------------------- |
|                      | Bloc de gauche Bloco de Esquerda                       | BE                   | 5 / 230  | Fabian Figueiredo                |
|                      | Parti communiste portugais Partido Comunista Português | PCP                  | 4 / 230  | Paula Santos                     |
|                      | Libre                                                  | L                    | 4 / 230  | Isabel Mendes Lopes              |
|                      | Parti socialiste Partido Socialista                    | PS                   | 78 / 230 | Alexandra Leitão                 |
|                      | Personnes–Animaux–Nature Pessoas–Animais–Natureza      | PAN                  | 1 / 230  | Inês Sousa Real (unique députée) |
|                      | Parti social-démocrate Partido Social Democrata        | PPD/PSD              | 78 / 230 | Hugo Soares                      |
|                      | CDS – Parti populaire CDS – Partido Popular            | CDS-PP               | 2 / 230  | Paulo Núncio                     |
|                      | Initiative libérale Iniciativa Liberal                 | IL                   | 8 / 230  | Mariana Leitão                   |
|                      | Chega Assez                                            | CH                   | 50 / 230 | Pedro Soares Pinto               |

## Organisation de l'Assemblée de la République

### Bureau de l'Assemblée
Le président de l'Assemblée de la République est élu pour la durée de la législature, par un vote à la majorité absolue de ses membres entre les candidats disposant des parrainages de 10 % à 20 % du nombre total de députés. Si aucun candidat ne l'emporte au premier tour, un nouveau vote est organisé entre les deux candidats ayant recueilli le plus grand nombre de suffrages. En cas d'échec, la procédure est recommencée.
Le reste du bureau comprend quatre vice-présidents, quatre secrétaires et quatre vice-secrétaires. Les postes de vice-présidents sont réservés aux quatre premiers groupes parlementaires par ordre d'importance ; tout groupe disposant d'au moins 10 % des sièges peut également proposer un secrétaire et un vice-secrétaire. L'élection est acquise à la majorité absolue.
| Poste           | Titulaire | Titulaire                | Parti   | Circonscription  |
| --------------- | --------- | ------------------------ | ------- | ---------------- |
| Président       |           | José Pedro Aguiar-Branco | PPD/PSD | Viana do Castelo |
| Vice-présidente |           | Teresa Morais            | PPD/PSD | Setúbal          |
| Vice-président  |           | Marcos Perestrello       | PS      | Lisbonne         |
| Vice-président  |           | Diogo Pacheco de Amorim  | CH      | Porto            |
| Vice-président  |           | Rodrigo Saraiva          | IL      | Lisbonne         |
| Secrétaire      |           | Germana Rocha            | PPD/PSD | Porto            |
| Secrétaire      |           | Jorge Paulo Oliveira     | PPD/PSD | Braga            |
| Secrétaire      |           | Joana Lima               | PS      | Porto            |
| Secrétaire      |           | Gabriel Mithá Ribeiro    | CH      | Leiria           |
| Vice-secrétaire |           | Sandra Pereira           | PPD/PSD | Lisbonne         |
| Vice-secrétaire |           | Palmira Maciel           | PS      | Braga            |
| Vice-secrétaire |           | Susana Correia           | PS      | Aveiro           |
| Vice-secrétaire |           | Filipe Melo              | CH      | Braga            |

### Élection du président de l'Assemblée
Le Parti social-démocrate (PPD/PSD) propose le nom de José Pedro Aguiar-Branco, ancien ministre de la Défense nationale entre 2011 et 2015, pour la présidence de l'Assemblée de la République. Le 26 mars 2024, André Ventura, président de Chega, annonce son soutien à la candidature d'Aguiar-Branco, parlant d'un accord qui permettrait d'approuver la candidature de Diogo Pacheco de Amorim à la vice-présidence de l'Assemblée. Contre toute attente, le nom d'Aguiar-Branco est rejeté lors du vote, obtenant seulement 89 voix pour, contre 134 votes blancs et 7 nuls.
À la suite de l'échec de l'élection d'Aguiar-Branco à la présidence, un deuxième vote est organisé. Joaquim Miranda Sarmento, représentant du Parti social-démocrate, retire la candidature d'Aguiar-Branco, obligeant à la présentation d'un nouveau nom. José Pedro Aguiar-Branco présente une nouvelle fois sa candidature, tandis que Francisco Assis, député du Parti socialiste, présente également la sienne. Chega annonce qu'il présente la candidature de Manuela Tender, ancienne députée du PPD/PSD. De nouveau, aucun candidat n'obtient la majorité absolue requise pour l'élection, Francisco Assis ayant reçu plus de voix qu'Aguiar-Branco et Manuela Tender. Un second tour a lieu entre les deux candidats ayant obtenu le plus de voix : Francisco Assis et José Pedro Aguiar-Branco. Là encore, aucun des deux ne recueillent la majorité pour être élu.
Aucun candidat n'ayant été élu au second tour, un nouveau scrutin à lieu. Chega présente de nouveau un candidat, cette fois Rui Paulo Sousa. Cependant, à la suite de rencontres entre Luís Montenegro, chef du Parti social-démocrate, et Pedro Nuno Santos, chef du Parti socialiste, il est conclu une solution pour sortir de l'impasse de cette élection. Ainsi la présidence pour la durée législature est divisée entre les deux partis, José Pedro Aguiar-Branco sera président pendant les deux premières années, tandis qu'un député socialiste prendra sa succession au cours des deux dernières années de la législature. José Pedro Aguiar-Branco est finalement élu président de l'Assemblée de la République avec 160 voix, contre 50 voix pour Rui Paulo Sousa ainsi que 18 votes blancs.
| Candidats                | Candidats                | Partis                   | Premier tour | Premier tour | Second tour | Second tour | Troisième tour | Troisième tour | Quatrième tour | Quatrième tour |
| Candidats                | Candidats                | Partis                   | Voix         | %            | Voix        | %           | Voix           | %              | Voix           | %              |
| ------------------------ | ------------------------ | ------------------------ | ------------ | ------------ | ----------- | ----------- | -------------- | -------------- | -------------- | -------------- |
|                          | José Pedro Aguiar-Branco | PPD/PSD                  | 89           | 38,70        | 88          | 38,43       | 88             | 38,26          | 160            | 70,18          |
|                          | Francisco Assis          | PS                       |              |              | 90          | 39,30       | 90             | 39,13          |                |                |
|                          | Manuela Tender           | CH                       | 49           | 21,40        |             |             |                |                |                |                |
|                          | Rui Paulo Sousa          | CH                       |              |              | 50          | 21,93       |                |                |                |                |
|                          |                          |                          |              |              |             |             |                |                |                |                |
| Votes valides            | Votes valides            | Votes valides            | 89           | 38,70        | 227         | 99,13       | 178            | 77,39          | 210            | 92,11          |
| Votes blancs et nuls     | Votes blancs et nuls     | Votes blancs et nuls     | 141          | 61,30        | 2           | 0,87        | 52             | 22,61          | 18             | 7,89           |
| Total                    | Total                    | Total                    | 230          | 100          | 229         | 100         | 230            | 100            | 228            | 100            |
| Abstention               | Abstention               | Abstention               | 0            | 0,00         | 1           | 0,43        | 0              | 0,00           | 2              | 0,87           |
| Inscrits / participation | Inscrits / participation | Inscrits / participation | 230          | 100          | 230         | 99,57       | 230            | 100            | 230            | 99,13          |

## Composition de l'exécutif
| Fonction                           | Fonction                             | Titulaire               | Parti | Parti       | Mandat                 |
| ---------------------------------- | ------------------------------------ | ----------------------- | ----- | ----------- | ---------------------- |
| Marcelo Rebelo de Sousa            | Président de la République           | Marcelo Rebelo de Sousa |       | Indépendant | Depuis le 9 mars 2016  |
| XXIVe gouvernement constitutionnel |                                      |                         |       |             |                        |
| Luís Montenegro                    | Premier ministre                     | Luís Montenegro         |       | PPD/PSD     | Depuis le 2 avril 2024 |
| Pedro Duarte                       | Ministre des Affaires parlementaires | Pedro Duarte            |       | PPD/PSD     | Depuis le 2 avril 2024 |